# Gerardus Jacobus van der Plaats
Gerardus Jacobus van der Plaats (Utrecht, 8 de outubro de 1903 – Maastricht, 3 de abril de 1995) foi um radiologista neerlandês.
Recebeu a Plaqueta Röntgen de 1962.
Foi sepultado em 8 de abril de 1995 no túmulo da família no cemitério St. Pieter em Maastricht.